# Dusit
Dusit (Thai: บางบอน) is een van de vijftig districten van Bangkok (khet), de hoofdstad van Thailand. Het telt (anno 2000) ruim 175.500 inwoners en ligt in het noordwesten van de stad. Dusit heeft een oppervlakte van 16,416 km². Aangelegen districten zijn Bang Phlat, Phra Nakhon en Pathum Wan.
De wijk werd in opdracht van koning Rama V ontworpen naar Europees model, met brede boulevards en een geometrisch wegennet rond zijn paleizen. De huidige koning, Bhumibol, woont in het Chitraladapaleis, onderdeel van het paleizencomplex Dusit. Ook de Nationale Vergadering, het parlementsgebouw, verschillende ministeries en het huis van de premier staan in dit stadsdistrict. Dusit is hierdoor het bestuurlijke centrum van Thailand. Maar het biedt ook vermaak, zoals de dierentuin Dusit Zoo en het Ratchadamnoenstadion waar Thaibokswedstrijden worden gehouden.
Het district is door Ratchadamnoen Road verbonden met het eiland Rattanakosin, met daarop bekende toeristische attracties zoals het Koninklijk Paleis en Wat Pho.

## Indeling
Het district is opgedeeld in vijf subdistricten (kwaeng).
- Dusit (ดุสิต)
- Wachiraphayaban (วชิรพยาบาล)
- Suan Chit Lada (สวนจิตรลดา)
- Si Yaek Maha Nak (สี่แยกมหานาค)
- Thanon Nakhon Chai Si (ถนนนครไชยศรี)